# Antonio D’Achiardi
Antonio D’Achiardi (geboren am 28. November 1839 in Pisa; gestorben am 10. Dezember 1902, ebenda) war ein italienischer Mineraloge.

## Wirken
D’Achiardi war der Sohn des Rechtsanwalts Giuseppe D’Achiardi und von dessen Frau Virginia (geborene Ruschi). Er war der Neffe des Agronomen Pietro Cuppari (1816–1870) und ein Cousin des Mediziners Cesare Studiati (1821–1894). Er studierte Naturwissenschaften an der Universität Pisa, wo er am 13. Juni 1859 promoviert wurde. Am 24. November des Jahres wurde er Assistent im Chemielabor von Sebastiano De Luca. Ein chemisches Experiment im Jahr 1860, das in einer Explosion endete, führte dazu, dass er beinahe erblindet wäre, so dass er sich dem Geologie- und Mineralogiestudium bei Giuseppe Meneghini zuwandte. Am 18. Januar 1861 wurde er zum Assistenten des Lehrstuhls für Mineralogie an der Universität Rom ernannt. Später wurde er Professor an der Universität Pavia; im Jahr 1874 wurde er außerordentlicher Professor und 1876 ordentlicher Professor für Mineralogie an der Universität Pisa. Er beschrieb in seinen Arbeiten überwiegend Mineralien aus der Toskana. Er führte zudem petrographische Untersuchungen mit dem Polarisationsmikroskop durch.
Auch im Bereich der Fossilienkunde war er tätig, so erscheint sein Name 1875 beim „Leptaxis multisinuosa D’Achiardi“ und einigen versteinerten Korallenarten. Er verfasste mit der Bibliografia mineralogica, geologica e paleontologica della Toscana eine Zusammenstellung zu Mineralien, Geologie und Paläontologie in der Toskana. er war Mitglied der Toskanischen Gesellschaft der Naturwissenschaften italienisch Societä Toscana di Scienze naturali.

## Familie
D’Achiardi war mit Marianna (geborene Camici) verheiratet, das Paar hatte mehrere Kinder:
- den Mineralogen Giovanni D’Achiardi (25. April 1872 – 9. September 1944)[5][6]
- den Maler und Kunsthistoriker Pietro D’Achiardi (1879–1940)
- eine Tochter Giulia († nach 1944), die ihren kranken Bruder Giovanni fünf Jahre lang pflegte. ⚭ 1. Februar 1898 mit dem Philologen Augusto Mancini (1875–1957).

Sein Sohn Giovanni entdeckte 1905 auf der Insel Elba ein neues Mineral, das er zu Ehren seines Vaters „Dachiardit“ (auch D’Achiardit) nannte. Der Name Dachiardit steht seit 1997 für eine Mineralserie (Mischreihe), bestehend aus Dachiardit-Ca, Dachiardit-K und Dachiardit-Na.

## Schriften (Auswahl)
Von 1866 bis 1902 publizierte er zahlreiche wissenschaftliche Abhandlungen, wie I metalli, loro minerali e miniere (1883), Guida al corso di litologia (1888) oder Guida al corso di mineralogia (1900).
- Sulla blenda di Toscana ed Isole vicine. In: Nuovo Cimento. Giornale di fisica, di chimica e delle loro applicazioni. Band 19, 1863, OCLC 6020196564, S. 96–103 (bibdig.museogalileo.it).
- Corallari fossili del terreno nummulitico dell’Alpi Venete (= Memorie della Società italiana di Scienze Naturali. Band 2, Nr. 4). Teil 1. Tipografia Giuseppe Bernardoni, Mailand 1868 (books.google.de).
- D’alcune caverne e brecce ossifere dei monti pisani. In: Il Nuovo Cimento. Band 25, Nr. 1, 1867, ISSN 1827-6121, S. 305–320, doi:10.1007/BF02898549.
- Corallari fossili del terreno nummulitico dell’Alpi Venete (= Memorie della Società italiana di Scienze Naturali. Band 4, Nr. 1). Teil 2. Tipografia Giuseppe Bernardoni, Mailand 1868 (archive.org).
- Sui Feldispati della Toscana. G. Barbara, Florenz 1872 (zunächst erschienen im Bolletino del F. Comitato geologico d’Italia. 1871).
- Mineralogia della Toscana. Band 1. Tipografia Nistri, Pisa 1872 (reader.digitale-sammlungen.de).